# Regierungsgebäude (Burghausen)

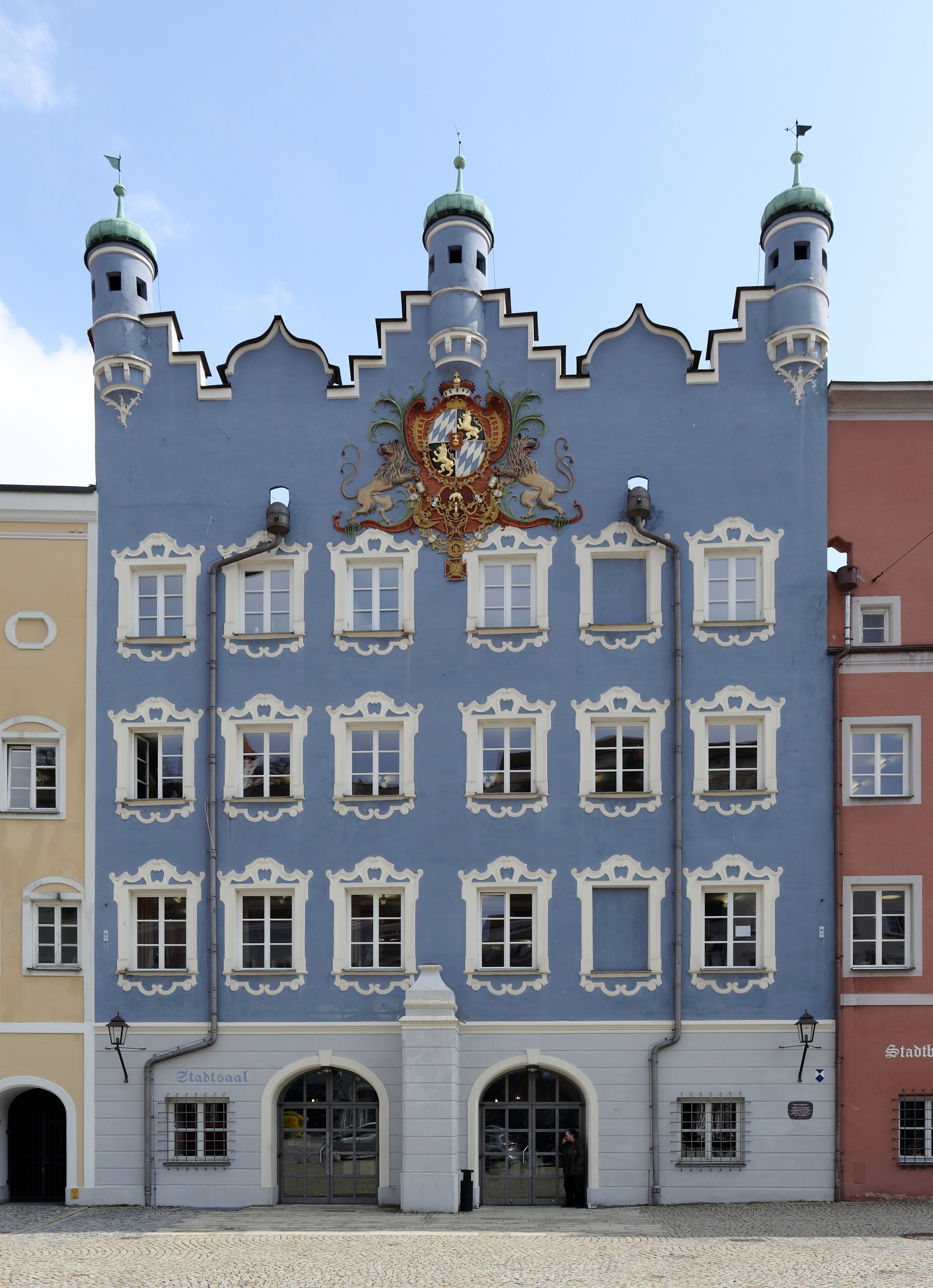
Stadtsaalgebäude Burghausen

Das ehemalige kurfürstliche Regierungsgebäude ist ein Baudenkmal am Stadtplatz in Burghausen. Es war früher Verwaltungszentrum des Rentamts, 1877–1934 Studienseminar und dient heute als Stadtsaal.

## Geschichte
Das Gebäude wurde nach dem Stadtbrand 1504, vermutlich Mitte des 16. Jahrhunderts erbaut. In einem Modell von Jakob Sandtner aus dem Jahr 1574 ist ein Erker im 2. Obergeschoss erkennbar, der heute nicht mehr existiert. Ansonsten entspricht das Modell dem heutigen Erscheinungsbild. Die Fassade mit dem kurbayerischen Stuckwappen wurde vermutlich Mitte des 18. Jahrhunderts gestaltet. Das Gebäude war bis 1802 kurfürstliches Regierungsgebäude, nachdem Burghausen 1505 Sitz eines von vier Rentämtern geworden war. 1865 beherbergte es kurzzeitig den Verlag der Lokalzeitung Burghauser Anzeigeblatt für den Salzach-, Traun- und Innbezirk. 1877 bis 1934 war ein königliches bzw. staatliches Studienseminar in dem Gebäude untergebracht, das ab 1878 auch das Nachbargebäude, Stadtplatz 109, umfasste. Nachdem das Gebäude von der Stadt erworben wurde, ließ man nach Plänen von Rudolf Fröhlich und Ernst Stör 1937/1938 den Stadtsaal und im Erdgeschoss den Helmbrechtssaal einbauen. Das gesamte Gebäude fasst bei Veranstaltungen 1850 Personen. Auf zwei Wänden des Lichthofes wurden Renaissancemalereien übertragen, welche 1981 beim Abriss eines Vorbaus am Eingang entdeckt wurden.

## Stadtsaal
Der Stadtsaal ist 485 m² groß und fasst bei Bestuhlung 575 Personen. Die Bühne hat eine Grundfläche von 100 m². Über der Bühne ist ein Stadtwappen mit den Jahren 1025 (früheste urkundliche Erwähnung) und 1235 (Stadterhebung) angebracht.

## Helmbrechtsaal und Schwemme
Der Helmbrechtsaal ist ein Veranstaltungsraum im Erdgeschoss des Gebäudes. Er ist 170 m² groß und fasst bei Reihenbestuhlung 180 Personen. Die Wände wurden 1940 von Josef Hengge mit Szenen des Maier Helmbrecht-Epos bemalt. Die Schwemme im Erdgeschoss ist 172 m² groß und fasst 100 Personen.